# Arnold Pemmann
Arnold Pemmann (* 15. November 1942 in Magdeburg) ist ein deutscher Maler.

## Leben und Werk
Pemmann besuchte von 1959 bis 1962 die Arbeiter- und Bauernfakultät für Bildende Kunst an der Hochschule für Bildende Künste Dresden (HfBK), u. a. bei Otto Griebel, und erwarb das Abitur. Von 1964 bis 1969 studiert er an der HfBK u. a. bei Günter Horlbeck und Erich Hering. Danach hatte er bis 1972 dort und an der Kunsthochschule Berlin-Weißensee eine Aspirantur. Von 1972 bis 1990 war er Lehrbeauftragter im Abendstudium in Weißensee. Zu seinen Schülern gehörte u. a. Rainer Bonar. Daneben leitete er den Mal- und Zeichenzirkels des Reichsbahnausbesserungswerks „Franz Stenzer“ in Berlin.
Pemmann war bis 1990 Mitglied des Verbands Bildender Künstler der DDR.
Bilder Pemmanns befinden sich u. a. im Kunstarchiv Beeskow.
Zur Tätigkeit Pemmanns seit der deutschen Wiedervereinigung wurden keine Informationen gefunden.

## Weitere Werke (Auswahl)
- Der Bildhauer (1982, Zyklus von Holzschnitten)
- Jürgen M. – Baggerfahrer an der Erdgastrasse (1986, Öl, 100 × 80 cm; auf der X. Kunstausstellung der DDR; Kunstarchiv Beeskow)[2]

## Ausstellungen (unvollständig)

### Einzelausstellungen
- 1979: Berlin, Galerie Junge Künstler im Haus der jungen Talente (mit Alfred Zenichowski)

### Ausstellungsbeteiligungen
- 1975 bis 1989: Berlin, sechs Bezirkskunstausstellungen
- 1982: Berlin, Galerie am Prater („Berliner Grafik XI.“)
- 1982/1983 und 1987/1988: Dresden, IX. und X. Kunstausstellung der DDR
- 1989: Berlin, Akademie-Galerie im Marstall („Bauleute und ihre Werke. Widerspiegelungen in der bildenden Kunst der DDR“)